# Puchar Króla Tajlandii 2022
Puchar Króla Tajlandii 2022 – 48. edycja Pucharu Króla Tajlandii, organizowanego przez Football Association of Thailand. Odbyła się w Chiang Mai w Tajlandii w dniach 22-25 września 2022 roku. 22 września odbyły się dwa mecze, których zwycięzcy zakwalifikowali się do finału. Dwie pozostałe drużyny rozegrały mecz o 3. miejsce.
Jako gospodarz, Tajlandia automatycznie wzięła udział w turnieju; dołączyły do nich drużyny CONCACAF Trynidad i Tobago oraz AFC Tadżykistan i Malezja. W finale, który odbył się 25 września, Tadżykistan odniósł zwycięstwo i zdobył swój pierwszy tytuł, pokonując Malezję w rzutach karnych.
Obrońcy tytułu Curaçao nie wzięli udziału w turnieju.

## Wyniki meczów
| Etap turnieju          | Data       | Godzina | Drużyna 1         | Wynik       | Drużyna 2   |
| ---------------------- | ---------- | ------- | ----------------- | ----------- | ----------- |
| Półfinał               | 22.09.2022 | 17:30   | Trynidad i Tobago | 1:2         | Tadżykistan |
| Półfinał               | 22.09.2022 | 20:30   | Tajlandia         | 1:1, k. 3:5 | Malezja     |
| Mecz o trzecie miejsce | 25.09.2022 | 17:30   | Trynidad i Tobago | 1:2         | Tajlandia   |
| Finał                  | 25.09.2022 | 20:30   | Tadżykistan       | 0:0, k. 3:0 | Malezja     |